# Fred Newhouse
Fred Newhouse, född den 8 november 1948 i Haney Grove, Texas, död 20 januari 2025, var en amerikansk friidrottare inom kortdistanslöpning.

## Karriär
Vid panamerikanska spelen 1971 i Cali tog Newhouse silver på 400 meter. Han var Newhouse även en del av USA:s stafettlag tillsammans med Dale Alexander, Tommy Turner och John Smith som tog guld på 4×400 meter.
Newhouse tog OS-silver på 400 meter vid friidrottstävlingarna 1976 i Montréal samt var en del av USA:s stafettlag som tog guld på 4×400 meter. 